# Никола де Кьяромонте
Никола де Кьяромонте (Niccolò De Chiaramonte, O.Cist., также известный как Nicolaus Claromonte или Chiaromonti) — католический церковный деятель XIII века. Принял обеты ордена цистерцианцев в монастыре S. Maria del Sagittario. На консистории 1219 года был провозглашен кардиналом-епископом диоцеза Фраскати. Посылался в качестве папского легата в Германию для того чтобы убедить императора Фридриха II принять участие в крестовом походе. Участвовал в выборах папы 1227 года (Григорий IX).